# Торговый дом «Русь»
«Торговый дом „Русь“» — российская кинокомпания, занимавшаяся производством и распространением кинофильмов.

## История
Компания основана в Москве костромским купцом-старовером М. С. Трофимовым весной 1915 года. Первые постановки были осуществлены в арендованном павильоне. В 1916 году для были построены собственные ателье на Бутырской улице и Верхней Масловке. На открытии первого из них Трофимов заявил: «Я не для прибылей затеял это дело. Считаю кощунством наживаться на искусстве! На жизнь зарабатываю подрядами, кинематограф полюбил крепко и хочу, чтобы русская картина превзошла заграничную, как русская литература и русский театр…».
Согласно принципам, провозглашенным основателем, компания делала основной упор на экранизации русской классики, а для участия в фильмах приглашались актёры московских театров. Со студией работали режиссёры Н. П. Маликов, А. А. Чаргонин, В. А. Старевич, Ю. А. Желябужский, А. А. Санин, инженер М. Н. Алейников. В ставшем классикой кинофильме «Поликушка» (1919) свою первую роль в кино сыграл И. М. Москвин.
В 1918—1920 годах производство фильмов было перенесено в филиалы компании в Одессу и Ялту. После падения правительства П. Н. Врангеля в Крыму Трофимов эмигрировал, однако в 1924 году вернулся в СССР и стал одним из неформальных руководителей созданной на базе его киноателье кооперативной компании «Межрабпом-Русь», преобразованной в 1928 году в «Межрабпомфильм».

## Список фильмов
- 1915 — В чаду опиума
- 1915 — Дочь истерзанной Польши (хранится в Госфильмофонде РФ)[источник не указан 430 дней]
- 1915 — Загубленная жизнь
- 1915 — Катерина-душегубка[1]
- 1915 — Любовь и забава
- 1915 — Невский проспект[1], реж. А. Аркатов
- 1915 — Русские женщины
- 1915 — Скальпированный труп
- 1915 — Три встречи
- 1915 — Упырь
- 1916 — Была без радости любовь
- 1916 — Елена Деева
- 1916 — Как он устранил своего соперника
- 1916 — На что способен мужчина
- 1916 — Сибирская атаманша
- 1917 — Волжский богатырь
- 1917 — Вырыта заступом яма глубокая
- 1917 — Иринина могила
- 1917 — Лгущие богу
- 1917 — Не разум, а страсти правят миром
- 1917 — Шакалы власти
- 1917 — Я жить хочу
- 1918 — Бал господень
- 1918 — Бегуны
- 1918 — Белые голуби
- 1918 — Иола
- 1918 — Калиостро
- 1918 — Масоны
- 1918 — Метель
- 1918 — Царевич Алексей реж. Ю. Желябужский
- 1919 — Девьи горы
- 1919 — Жизнь — Родине, честь — никому
- 1919 — Поликушка
- 1920 — Праздник солнца